# Franków (województwo wielkopolskie)
Franków – osada w Polsce, w województwie wielkopolskim, w powiecie krotoszyńskim, w gminie Kobylin.
Do 31 grudnia 2023 miejscowość była częścią wsi Kuklinów.